# Ventura (schip, 2008)
De Ventura is een cruiseschip van P&O Cruises. Het schip werd gebouwd door de scheepsmaker Fincantieri op hun werf in Monfalcone in Italië. Met zijn 116.017 ton is de Ventura het grootste van de zeven schepen die momenteel in dienst zijn bij P&O Cruises. De Ventura is ook het zusterschip van MS Azura. Het deed zijn intrede bij het bedrijf in april 2008.

## Geschiedenis
MS Ventura is een 'Grand Class'-cruiseschip en wordt beheerd door P&O Cruises. Bij zijn intrede in april 2008 was het het grootste cruiseschip dat gebouwd was voor de Britse markt. De Ventura biedt plaats aan 3100 passagiers en beschikt over 1550 hutten, waarvan ongeveer 60% een eigen balkon heeft. Het schip beschikt over veertien openbare dekken, acht restaurants, zes boetieks, vijf zwembaden en drie lounges, waaronder ook het grootste theater op een Brits cruiseschip. Uniek aan het schip is dat de passagiers ook aan de voorkant van het schip kunnen lopen, wat niet mogelijk is op andere P&O-schepen.
Het schip wil zo kindvriendelijk mogelijk zijn: het schip biedt speelgoed, begeleide spelletjes en mp3-spelers aan voor de kinderen. Het schip bezit over enkele speelplaatsen voor kinderen en twee zwembaden speciaal voor gezinnen.
Nadat de Ventura op 29 maart was overhandigd, voer het schip naar Southampton en kwam daar aan in de ochtend van 6 april 2008. Het schip maakte zijn eerste minicruise naar België op 11 april en zijn eerste reis op 18 april.